# なこなこカップル
なこなこカップルは、日本のカップルYouTuber、TikToker。アソビシステム所属。

## 活動
カップルとなるきっかけは、ユニバーサル・スタジオ・ジャパンでのナンパである。
2019年にYouTubeを開始した。
アパレルブランド「IF/IF」も手掛ける。
2021年5月、活動拠点を大阪から東京に移したことを発表。
2024年3月2日、国立代々木競技場第一体育館で開催された「第38回 マイナビ 東京ガールズコレクション 2024 SPRING/SUMMER」の中で、結婚を発表した。
2025年2月、チャンネルを終了した。

## メンバー
- なごみ（2000年3月2日 - ）

出身地：兵庫県
趣味／特技：スキンケア美容
コスメブランド「GENTY」のプロデューサーも務める。
- こーくん（1997年10月18日 - ）

出身地：兵庫県
趣味／特技：筋トレ、格闘技、野球観戦

## 出演

### CM
- 女性脱毛サロン『STLASSH（ストラッシュ）』[10]
- JTB『レベチ旅』[11]

### ドラマ
- 愛のパンチドランカーズ（YouTube『中尾明慶のきつねさーん』）[12]
- FOGDOG 第1話（2025年7月22日、読売テレビ） - 牛尾の後輩警察官 役（こーくん）[13]

### テレビ
- 東京GOOD!TREASURE MAP（テレビ東京）[14]

### ラジオ
- なこなこのミッドナイトルーティン（InterFM、2021年7月5日 - 2022年9月26日）[15]

### ミュージックビデオ
- 鈴木鈴木『君と僕はさ』[16]